# Рабулець Олександр Георгійович
Рабулець Олександр Георгійович (1976, Жмеринка, Вінницька область) — український учений, кандидат технічних наук (2002 р.), фахівець з інформаційних технологій. Нагороджений орденом «Слава на вірність Вітчизні» ІІІ ступеня (2008 р.).

## Наукова діяльність
О. Г. Рабулець є відомим фахівцем із комп'ютерної лінгвістики та лінгвістичних технологій. У 2002 році захистив кандидатську дисертацію «Інтегровані лексикографічні системи» за спеціальністю: 05.13.06 — автоматизовані системи управління та прогресивні інформаційні технології. Має низку наукових праць, серед яких дві колективні монографії: «Дієслово в лексикографічній системі» (2004 р.) та «Корпусна лінгвістика» (2005 р.), а також дев'ять версій електронного словника "Інтегрована лексикографічна система «Словники України» (2001—2010). Зазначена праця є першим повномасштабним українським електронним словником.
За участі О. Г. Рабульця як керівника програмних проектів та безпосереднього виконавця (розроблення програмного забезпечення) створено низку електронних лексикографічних продуктів та інструментальних комплексів ведення лексикографічних баз даних, які включено до Національної словникової бази, а саме:
1. Електронні видання на компакт-дисках:
1) Інтегрована лексикографічна система «Словники України» (9 версій);
2) Українсько-грузинський «Словник металургійних термінів»;.
3) Українсько-російський / російсько-український словник із зварювання (2008).
2. Інструментальні комплекси ведення лексикографічних баз даних (ЛБД):
1) Український національний лінгвістичний корпус;
2) «Фундаментальний академічний Словник української мови»;
3) «Граматичний словник української мови»;
4) «Граматичний словник російської мови»;
5) «Словник синонімів української мови»;
6) «Словник синонімів російської мови».
3. Онлайнова лексикографічна система «Словники України on-line» .

## Відзнаки та нагороди
Орден «Слава на вірність Вітчизні» ІІІ ступеня (2008 р.)
Грамота Верховної Ради України «За заслуги перед українським народом» (2015 р.)

## Публікації
1. Рабулець О. Г. Лазерний диск «Словники України» // Науково-технічна інформація. — 2001. — № 3. — С. 25–26.
2. Рабулец А. Г. Инструментальная лексикографическая система // ІІ Международная научно-техническая конференция «Электронные информационные ресурсы: проблемы формирования, хранения, обработки, распространения, защиты и использования», Киев, 28–29 ноября 2001 г. — С. 29–30.
3. Рабулець О. Г. Інтегровані лексикографічні системи в лінгвістичному забезпеченні цифрових бібліотек // Проблеми реєстрації інформації. — К., 2001. — Т. 3. — № 4. — С. 98–101.
4. Технологічні основи сучасної тлумачної лексикографії [Текст] / Широков В. А., Рабулець О. Г. [та ін.] // Мовознавство. — 2002.-N6. — С.49-86.
5. Рабулець О. Г. Технологічні аспекти створення електронного видання «Словники України» // Друкарство. — К., 2002. — № 1. — С. 28–31.
6. Широков В. А., Рабулець О. Г. Формалізація у галузі лінгвістики // Актуальні проблеми української лінгвістики: теорія і практика.—К., 2002.— Вип. 5.— C. 3-27.
7. Дієслово в лексикографічній системі: Моногр. / О. Г. Рабулець, Н. М. Сухарина, В. А. Широков, К. М. Якименко; НАН України; Укр. мов.-інформ. фонд. — К.: Довіра, 2004. — 259 с. — Бібліогр.: 261 назв. — укр.
8. Корпусна лінгвістика: Монографія / Широков В. А., Бугаков О. В., Рабулець О. Г., Сидоренко О. О., Сидорчук Н. М., Шевченко І. В., Шипнівська О. О., Якименко К. М.; Український мовно-інформаційний фонд НАН України — К. : Довіра, 2005. — 472 с. — ISBN 966-507-189-0.
9. Томіленко Л. М., Рабулець О. Г.  «Словник московсько-український» В. Дубровського: склад і структура  // Мовознавство.  – 2015. — № 4. — С. 89–95.
10. Томіленко Л. М., Рабулець О. Г. Цифрова лексикографічна система «С. Іваницький, Ф. Шумлянський. Російсько-український словник» та її можливості // Наукові записки Кіровоградського державного педагогічного університету імені Володимира Винниченка. — Серія: Філологічні науки. — 2017. — Вип. 153. — С. 751—756.
11. Томіленко Л., Рабулець О. Лексикографічна система «Російсько-український словник (А. Кримський, С. Єфремов)» як джерело дослідження української лексики // Philologica LXXVII: Zborník Filozofickej fakulty Univerzity Komenského. – Bratislava: Univerzita Komenského v Bratislave, 2018. – S. 87–94.